# Benedikt Kuner
Benedikt Kuner (* 20. März 1889 in Schonach im Schwarzwald; † 14. Mai 1945 durch Suizid bei Altglashütten, heute Ortsteil von Feldberg) war ein deutscher Politiker. Er war Gemeinderat der Stadt Schonach, Ortsgruppenleiter der NSDAP in Schonach, Bürgermeister der Stadt Neustadt (heute Titisee-Neustadt) von 1935 bis 1937, Kreisleiter der NSDAP im Landkreis Neustadt (1937–1941) und Hauptverantwortlicher eines am 21. Juli 1944 in Schollach im Hochschwarzwald verübten Kriegsverbrechens, einem der sogenannten Fliegermorde, bei dem fünf amerikanische Flieger nach einem Fallschirmabsprung erschossen wurden.

## Leben
Kuner gehörte als Gemeinderat von Schonach der Deutschen Zentrumspartei an, verließ die Partei aber, um sich zum 1. November 1930 der NSDAP anzuschließen (Mitgliedsnummer 359.128). Kuner war Vorsitzender des Schonacher Turnvereins und wurde 1931 Ortsgruppenleiter in Schonach. Schon zu Beginn der Naziherrschaft scheint in Schonach eine starke antikatholische Stimmung verbreitet gewesen zu sein. Der Uhrenfabrikant August Kuner, zusammen mit Benedikt Kuner Teilhaber der Uhrenfabrik Gebrüder Kuner (seit 1937 war Benedikt Kuner Alleininhaber), setzte sich im Jahr 1933 für die Versetzung des in Schonach tätigen Vikars Waldemar Trapp ein, da dieser „im Religionsunterricht weiterhin den katholischen Gruß verwendete“. Zwischen 1935 und 1937 war Benedikt Kuner Bürgermeister der Stadt Neustadt, heute Titisee-Neustadt, danach von 1937 bis 1941 Kreisleiter der NSDAP im Landkreis Neustadt im Schwarzwald, heute Landkreis Hochschwarzwald.
Am 9. November 1939 war Benedikt Kuner verantwortlich für die Verhaftung des Diakons Karl Leisner, der sich in St. Blasien zur Kur aufhielt. Als Leisner von seinem Zimmernachbarn hörte, dass ein Attentat auf Hitler verübt worden sei, es Tote und Verletzte gegeben habe, Hitler aber unverletzt geblieben sei, sagte er: „Schade, dass er nicht dabei war.“ Zwei Stunden später erschien Kuner mit zwei Gestapo-Beamten im Fürstabt-Gerbert-Haus. Der Chefarzt, Obermedizinalrat Dr. med. Ernst Melzer berichtete später: „Herr Leisner wurde gerufen, und es wurde ihm in meinem Beisein eröffnet, dass er wegen seiner Äußerung verhaftet sei und seine Sachen sofort packen müsste. Ich erhob energisch Einspruch, zu dem ich mich als sein Arzt verpflichtet fühlte, und erklärte, dass bei dem jetzigen Stand der Tuberkulose die Verlegung in ein Gefängnis sich verheerend auswirken müsse. Darauf Kuner (der Kreisleiter): „Das lassen Sie meine Sorge sein, für Sie wird die Angelegenheit auch noch Folgen haben.“ Es fiel auch das Wort von dem „klerikalen Nest“, das ausgehoben werden müsse. Karl Leisner bat den Kreisleiter in meinem Beisein, er möchte vor dem Abtransport noch eine Beichte ablegen, was aber Kuner barsch abwies.“
Am 21. Juli 1944 war eine Boeing B-17 der US-Luftstreitkräfte, deren eigentliches Angriffsziel eine Schweinfurter Kugellagerfabrik war, über Mannheim durch Flugabwehrgeschosse so stark beschädigt worden, dass sich der Pilot zu dem Versuch entschloss, die rettende Schweiz zu erreichen. In der irrigen Meinung, bereits über Schweizer Gebiet angelangt zu sein, sprang die Besatzung mit Fallschirmen über dem südlichen Schwarzwald ab, während ihr Flugzeug führerlos weiterflog, bis es schließlich bei Epfenhofen, heute Stadtteil von Blumberg unweit der Landesgrenze zerschellte. Vier Besatzungsmitglieder landeten auf dem Gebiet des Landkreises Donaueschingen zwischen Neukirch und Linach, fünf weitere aber auf dem Gebiet des Landkreises Neustadt im Schwarzwald, heute Landkreis Hochschwarzwald, davon drei in der Nähe des heute zu Vöhrenbach gehörenden Dorfes Urach und zwei auf Gemarkung Schollach. Alle wurden kurz nach der Landung von bewaffneten Mitgliedern der einheimischen Landwache festgenommen. Die Neukircher verständigten den Donaueschinger Landrat, die Uracher und Schollacher jenen in Neustadt, denn nach der geltenden Gesetzeslage waren die Landratsämter dafür zuständig, Gefangene vorerst in Gewahrsam zu nehmen.
Nur einen Tag zuvor, am 20. Juli 1944, war das Attentat des Claus Schenk Graf von Stauffenberg gescheitert und Heinrich Himmler, der Reichsführer SS, hatte dieses noch am selbigen Tag zum Anlass genommen, die Polizeigewalt auf die NSDAP zu übertragen. Während der Donaueschinger Landrat, womöglich in Unkenntnis der neuen Anordnung, dafür sorgte, dass die vier auf seinem Kreisgebiet gelandeten Flieger in Kriegsgefangenschaft kamen, die sie dann auch überleben sollten, kam es in Neustadt zu einer heftigen Auseinandersetzung zwischen dem Landrat und NS-Kreisleiter Benedikt Kuner. Letzterer setzte sich durch – offenbar mit dem bereits gefassten Vorsatz, die fünf auf Neustädter Kreisgebiet, in Urach und in Schollach, festgesetzten Amerikaner zu liquidieren.
Sogleich also machten sich der Kreisleiter, sein Sohn Fritz Kuner, Kreisleiter-Stellvertreter Heinrich Birnbreier, drei weitere NSDAP-Mitglieder und der diensthabende Gendarm auf den Weg nach Schollach, um die Gefangenen jeweils, wie abgesprochen, im Wald zu erschießen. Hierzu wurden zunächst die beiden im Schollacher Schulhaus Festgesetzten abgeholt und auf dem Weg nach Schwärzenbach vom Stellvertreter des Kreisleiters und seinem Komplizen mit mehreren Pistolenschüssen ermordet. Sodann wurde dem Uracher Polizeiposten, dem fürstenbergischen Revierförster und zwei Landschützen befohlen, die drei im Uracher Schwesternhaus festgehaltenen Flieger abzuholen. Dies unter dem Vorwand, die Gefangenen müssten nach Neustadt verbracht werden, um sie dort der Luftwaffe übergeben zu können. Stattdessen wurden die Inhaftierten, nachdem man auf dem Kirchweg den bewaldeten Höhenzug zwischen Urach- und Schollachtal überschritten hatte, vom Sohn des Kreisleiters und den NSDAP-Mitgliedern Gottlieb Werner und Max Matthes abgefangen und hinterrücks erschossen. Fritz Kuner hatte sich als Angehöriger der Wehrmacht gerade auf Fronturlaub befunden.
Benedikt Kuner nahm sich auf der Flucht vor den Amerikanern am 14. Mai 1945 am Windgfällweiher im Alter von 56 Jahren das Leben, indem er sich erschoss. Sein Sohn Fritz fiel als Soldat der Wehrmacht an der Westfront. Heinrich Birnbreier und Gottlieb Werner wurden von einem US-Militärgericht zum Tode verurteilt und am 5. Dezember 1947 in Landsberg hingerichtet, Max Matthes zu lebenslanger Haft verurteilt, 1954 unter Auflagen entlassen und 1957 amnestiert.

## Erinnerung an Erschossene
Am 19. Juli 2014 wurde im Wald zwischen Urach und Schollach  ein von dem Holzbildhauer Wolfgang Kleiser aus nordamerikanischem Douglasienholz gestaltetes Gedenkkreuz für die fünf erschossenen US-Soldaten Leonhard A. Kornblau, Meredith M. Mills Jr., Charles E. Woolf, Bernhard A. Radomski und Frank L. Misiak eingeweiht.
Ein kleines Kreuz südlich von Schollach markiert im Wald die Stelle, an der Kornblau und Radomski erschossen wurden.